# Наводнение во Флоренции (1966)

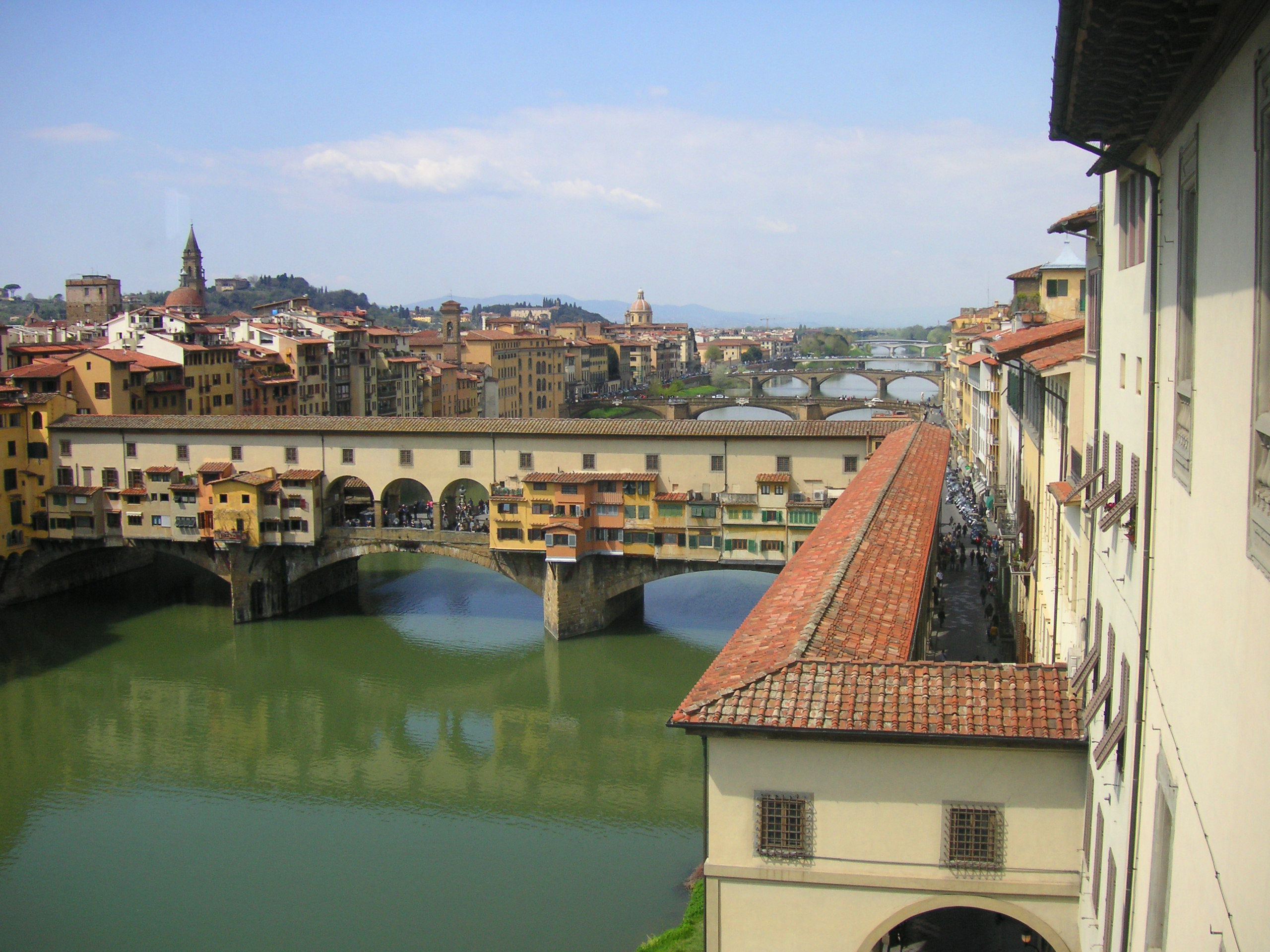
Мосты через реку Арно (Флоренция).

Наводнение 1966 года во Флоренции — самое сильное наводнение во Флоренции с 1557 года. В результате разлива реки Арно погиб 101 человек, было повреждено множество шедевров искусства, испорчены или утеряны коллекции редких книг из Национальной центральной библиотеки Флоренции, которая очень сильно пострадала от наводнения.

## Краткий обзор
Расположенная в Центральной Италии, река Арно берёт своё начало в Апеннинах, до города Флоренция протекает в узкой долине, а дальше — через город Эмполи, — по узкой холмистой равнине, после чего впадает в Лигурийское море близ города Пизы. Пышные виноградники и оливковые рощи размещаются по берегам реки.
Весной и осенью каждого года река наполняется, когда наступает сезон ливней в Апеннинах и уровень воды поднимается, затапливая прибрежные районы. В 1966 году интенсивность наводнения была усилена ещё и орографией Апеннин.

## Хронология событий

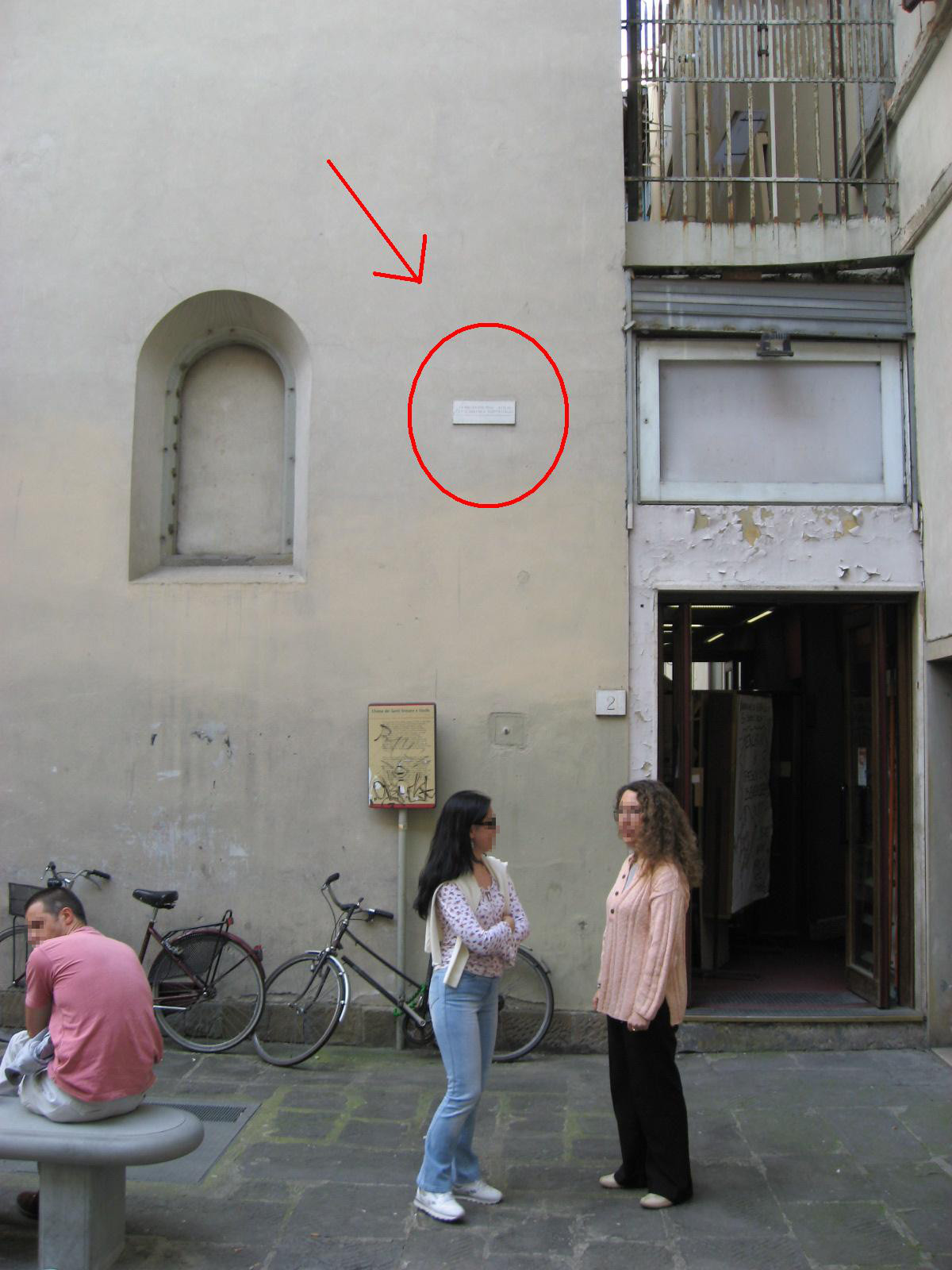
Площадь во Флоренции с белой мраморной табличкой, показывающей уровень подъёма воды в реке в 1966 году, который превышает 3 метра.

### 3 ноября1966 года
- После длительных и обильных дождей дамбы во Флоренции начали пропускать более 2 000 м³ воды в секунду.
- В 14.30 Отдел гражданского строительства сообщил об «исключительном количестве воды».
- Подвалы некоторых кварталов города стали затопляться.
- Полиция получила просьбы о помощи от сельских жителей долины реки Арно.
- Первая жертва наводнения — 52-летний рабочий погиб при обрушении акведука.

### 4 ноября1966 года
- В 4:00 инженеры, боясь, что дамба не выдержит, сбросили массу воды, которая быстро достигла Флоренции.
- В 7:26 компания Lungarno delle Grazie отключила газ, электричество и водоснабжение во Флоренции.
- В 8:00 затоплены армейские бараки.
- В 9:00 оползни затруднили проезд по дорогам, ведущим во Флоренцию, в то время как большая часть улиц во Флоренции затоплена.
- В 9:45 Базарная площадь и Кафедральный собор затоплены.
- Мощные потоки воды повредили систему центрального отопления.
- Центр Флоренции оказался под водой.
- В 20:00 уровень воды стал понижаться.

## Последствия

Наводнение стоило немалых жертв и оказало серьёзное негативное влияние на экономический потенциал и культурное достояние Флоренции. 34 человека погибли, 5 000 семей остались без дома, 6 000 магазинов прекратили свою работу. Была разрушена инфраструктура города. Повреждены многочисленные коллекции книг, холстов, плёнок и иных предметов искусства, которыми славится Флоренция. Считается, что были повреждены более 3 миллионов книг и рукописей, а также 14 000 иных произведений искусства. Данное событие обыгрывается в итальянской комедии «Мои друзья-2», в советском прокате фильм шёл под названием «Старики-проказники», ч. 2, где каждого из героев наводнение застает врасплох.